# إزاحة (فيزياء)

تتحقق حركة الإزاحة حيث تكون جميع نقط الجسم في حركة تقطع فيها جميع نقط الجسم مسافات متساوية إذ تحافظ كل قطعة من الجسم على نفس الاتجاه (التوازي) وقد تكون إزاحة مستقيمة أو إزاحة منحنية أو إزاحة دائرية، ويمكن القول: بأنها أقصر مسافة من نقطة بداية الحركة للجسم إلى نهايتها.

## تعريف
الإزاحة (بالإنجليزية: displacement): هي المسار المستقيم الذي يقطعه الجسم من نقطة إلى أخرى باتجاه ثابت، وهي كمية متجهة أي لها مقدار واتجاه، وتقاس بالسنتيمتر والمتر والكيلومتر. ويستخدم مفهوم الإزاحة في تطبيقات علم الرياضيات و الفيزياء لإيجاد السرعة والمسافة والعجلة لجسم معين. ويمكن تعريفها أيضًا: بأنها أقصر مسافة من نقطة بداية الحركة إلى نهايتها.
وهي تعبر عن الموقع بالنسبة إلى نقطة مرجع محددة .
ويمكن تمثيل الإزاحة بقطعة مستقيمة يتناسب طولها مع مقدار الإزاحة ويحدد اتجاهها بوضع سهم عند إحدى نهايتي القطعة المستقيمة ليدل على اتجاهها.
عند إزاحة أحد الأشكال تتحرك كل نقطة من نقاط الصورة الأصلية نفس المسافة وفي نفس الإتجاه ولا تؤثر الإزاحة على شكل الجسم.